# Het verstoorde leven (beeld)
Het gedenkteken Het verstoorde Leven is een beeld van Arno Kramer uit 1985 in Deventer. De gebroken steen verbeeldt het verstoorde leven van de Joodse slachtoffers van de holocaust. Het monument is vernoemd naar Het verstoorde leven, het in 1981 postuum uitgegeven dagboek van Etty Hillesum over kamp Westerbork.
Het is een schuin oplopende steen, die in het midden doorbroken is. Op het gedenkteken is een citaat uit het gelijknamige dagboek van Etty Hillesum aangebracht.

MEN ZOU EEN PLEISTER OP VELE WONDEN WILLEN ZIJN